# Шварц-Шиллинг, Кристиан
Кристиан Шварц-Шиллинг (нем. Christian Schwarz-Schilling; род. 19 ноября 1930, Инсбрук) — немецкий политический и государственный деятель, член Христианско-демократического союза Германии (ХДС), дипломат, предприниматель, меценат, новатор средств массовой информации и телекоммуникации. Доктор философии.

## Биография
Родился в семье композитора Рейнхарда Шварца-Шиллинг. В 1950 году окончил Далемскую гимназию имени Арндта в Берлине.
Изучал историю и восточно-азиатские языки и культуру в Мюнхенском университете. В 1956 году получил степень доктора философии за диссертацию по истории Китая.
В 1993—2002 годах работал генеральным директором собственной телекоммуникационной консалтинговой компании в Бюдингене Dr. Schwarz-Schilling & Partner GmbH.
С 1971 по 1982 год — член Телевизионного совета ZDF, одной из двух крупнейших телевизионных станций Германии.
Политик. В 1975—1983 годах был председателем координационного совета по политике в средствах массовой информации ХДС / ХСС.
В 1982—1992 годах занимал пост федерального министра почты и телекоммуникаций в первом правительстве Гельмута Коля.
В 2006—2007 годах был Верховным представителем по Боснии и Герцеговине Организации Объединённых Наций, специальный представитель Европейского союза. Кристиан Шварц-Шиллинг, приступая к выполнению своих обязанностей, заверил «всех граждан Боснии и Герцеговины и мировое сообщество» в том, что приложит все усилия для «ускорения движения Боснии и Герцеговины в направлении евроатлантической интеграции».
Женат на писательнице Мари-Луизе Шварц-Шиллинг, с которой воспитывает двоих детей. Католик.

## Награды
- Большой крест Ордена «За заслуги перед Федеративной Республикой Германия» (1986)
- Орден Священного сокровища (Япония, 1987)
- Большой крест ордена Заслуг (Люксембург, 1989)
- Орден Заслуг земли Гессен (1990)
- Большой крест со звездой ордена «За заслуги перед Федеративной Республикой Германия» (1992)
- медаль Манфреда Вернера (2005)
- почётный доктор Брайантского университета в Смитфилде (Род-Айленд), США (1997)
- почётный гражданин города Бюдинген (2004)
- премия мира земли Гессен (2007)
- премия «Свет истины» Международной кампании за Тибет (2013)
- Золотая медаль им. Альфреда Дреггера (2014)